# لوكيوس كورنيليوس كينا
لوكيوس كورنيليوس كينا (ت 84 ق. م.)،هو سياسي روماني، زعيم حزب الشعب.